# Метод Кьельдаля
Ме́тод Кье́льдаля (дат. Kjeldahl-metoden) — метод количественного определения азота в органических веществах. Предложен датским химиком Йоханом Кьельдалем в 1883 году.
Метод Кьельдаля состоит в том, что связанный азот (в виде амино-, амидо-, нитро-, нитрозо-, азо-, азокси-групп) при нагревании органического вещества с концентрированной серной кислотой в присутствии небольшого количества катализатора CuSO4 или других (соли ртути) переходит в сульфат аммония. Условия процесса зависят от вида органической молекулы: амины и амиды разлагаются легко, другие соединения требуют длительного нагревания в запаянных тугоплавких ампулах. После разложения образца к нему добавляют щёлочь и отгоняют аммиак, поглощая его стандартным раствором соляной кислоты HCl или борной кислоты H3BO3. По количеству поглощаемого аммиака определяют содержание азота. 
Метод Кьельдаля применяется главным образом в анализе аминокислот и белков; особенно широко используется для анализа пищевых продуктов и кормов.